# Maurice Gibb
Maurice Ernest Gibb (Douglas, Isla de Man, 22 de diciembre de 1949-Miami Beach, 12 de enero de 2003) fue un músico, cantante, compositor, multiinstrumentista y productor musical británico que en compañía de sus hermanos Barry y su mellizo Robin formaron el grupo Bee Gees. Aunque sus hermanos eran los cantantes principales del grupo, la mayoría de sus álbumes incluían al menos una o dos composiciones por Maurice, entre las que se encuentran «Lay it on me», «Country woman» y «On time». Los Bee Gees fueron uno de los grupos de rock-pop más exitosos que jamás hayan existido. El papel de Maurice en el grupo estuvo enfocado en las melodías y los arreglos, proporcionando armonía vocal de fondo y tocando diferentes instrumentos.
Nacido en la Isla de Man, Maurice empezó su carrera musical en 1955 en Mánchester, Inglaterra, uniéndose al grupo de skiffle/rock and roll The Rattlesnakes, que más adelante evolucionó hacia los Bee Gees en 1958, fecha en que se mudaron a Australia. Después regresaron a Inglaterra, donde adquirieron fama mundial. En 2002, los Bee Gees fueron inscritos como «Comendador de la Más Excelente Orden del Imperio Británico» por su «contribución a la música». Tras su muerte en 2003, su hijo recogió su condecoración en el Palacio de Buckingham en 2004.
Entre las influencias más tempranas de Gibb se encuentran The Everly Brothers, Cliff Richard y Paul Anka; los Mills Brothers y The Beatles fueron influencias posteriores significativas. Hacia 1964 empezó su carrera como instrumentista, tocando la guitarra en «Claustrophobia». Tras la ruptura del grupo en 1969, Maurice publicó su primer sencillo en solitario, «Railroad», pero su primer álbum en solitario, The loner, nunca ha sido publicado.

## Vida artística

### 1949-1957: Primeros años
Maurice (pronunciado según el inglés británico como Morris) nació en Douglas, Isla de Man, el 22 de diciembre de 1949, hijo de Hugh Gibb, un percusionista, y su esposa Barbara Gibb (Pass de soltera). Fue el hermano mellizo de Robin Gibb, y fue el más joven de los dos por 35 minutos. En esa época, tenía una hermana, Lesley, y otro hermano, Barry (otro hermano más, Andy, nacería en 1958).
En enero de 1955, los Gibb se mudaron a Chorlton-cum-Hardy, Mánchester, Inglaterra. Alrededor de 1955, los padres escucharon a los tres hermanos armonizando sus voces. También en 1955, Maurice empezó su carrera musical cuando se unió al grupo de skiffle/rock and roll The Rattlesnakes junto con sus hermanos y dos amigos, Paul Frost y Kenny Horrocks, que eran sus vecinos. La primera aparición importante del grupo fue el 28 de diciembre de 1957, cuando actuaron en un cine Gaumont local donde los niños eran invitados a cantar entre las películas. Habían planeado cantar en playback con un disco de 78 RPM que Lesley acababa de recibir como regalo de Navidad, pero por el camino Robin o Maurice se cayeron y lo rompieron, así que cantaron en directo. El público se mostró complacido por su interpretación de lo que probablemente fue la canción «Wake up little Susie» de The Everly Brothers.

### 1958-2003: Bee Gees

#### 1958-1969

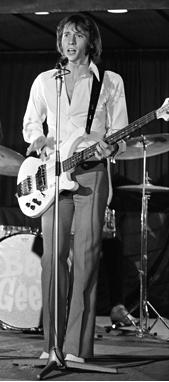
Maurice actuando en el programa de la televisión holandesa Twien en 1968.

Cuando tenía 8 años, Maurice emigró a Redcliffe, en Queensland, Australia, con su familia. Poco antes, él y sus dos hermanos habían formado los Bee Gees. Hacia enero de 1963, los Gibb se mudaron a Sídney, Australia. El primer sencillo del grupo fue «The battle of the blue and the grey», pero no entró en las listas de éxitos. Alrededor de 1963, los hermanos Gibb trabajaron con Judy Stone, Johnny Devlin y Jimmy Hannan. Hacia 1964, Maurice hizo su primera aparición como instrumentista en la canción de influencia beat «Claustrophobia». También en 1964, los hermanos Gibb trabajaron con Johnny Devlin y Trevor Gordon. Alrededor de 1965, trabajaron con Trevor Gordon, Michelle Rae y Noeleen Batley. En 1966, los tres hermanos escribieron su primera canción, «The storm». También en 1966, Maurice empezó su carrera como guitarrista líder y bajista para la banda; por la misma época, grabó su primera composición en solitario, «All by myself», en la que también tocaba la guitarra. Hacia 1966, los hermanos Gibb trabajaron con Bip Addison, Sandy Summers, Anne Shelton, Vince Maloney, April Bryon, MPD Ltd, Ray Brown & The Whispers, Ronnie Burns, Lori Balmer, Marty Rhone, Vyt, Python Lee Jackson, Dennis Knight, Barrington Davis, Jenene y Jon Blanchfield. Su segundo álbum, Spicks and Specks (1966), incluía «Where are you», la primera canción acreditada a Maurice que se publicó.
| «Maurice está más cerca de mis posturas e ideas. Tiene el mismo sentido del humor que yo. Tenemos otros intereses comunes como jugar al ajedrez. Es la clase de chico que vendrá y te ayudará a lavar el automóvil».—Colin Petersen, baterista de los Bee Gees al hablar acerca de las personalidades de sus compañeros de grupo |

En marzo de 1967, los hermanos Gibb trabajaron con Billy J. Kramer en la grabación de «Town of Tuxley Toymaker, part 1». Hacia la misma época, Colin Petersen y Vince Melouney se unieron a los Bee Gees. A mediados de 1967, se publicó Bee Gees' 1st. Este álbum fue alabado por la crítica, que lo comparó con Sgt. Pepper's Lonely Hearts Club Band de The Beatles, el cual fue publicado semanas antes. Bruce Eder, de AllMusic, escribió acerca de «Every Christian lion hearted man will show you» que «tenía un espíritu cercano al de The Moody Blues de esta época, empezando con un canto gregoriano con un mellotron de fondo, antes de romper en un cuerpo principal de la canción extrañamente grogui, psicodélico». El primer número 1 del grupo en el Reino Unido, «Massachusetts», se publicó en septiembre de 1967. A principios de 1968, se publicó el álbum Horizontal. En agosto de 1968, The Marbles publicó su primer y único éxito, «Only one woman», una canción coescrita por Maurice. A mediados de 1968, el tercer elepé internacional del grupo, Idea, incluía la canción «Kitty can», que presentaba la armonía vocal alta de Maurice, con la voz de Barry Gibb cantando la armonía baja. A principios de 1969, publicaron el álbum Odessa, que mostraba la voz en solitario de Maurice en «Suddenly» y «I laugh in your face». En marzo de 1969, el mismo día que Robin Gibb anunció sus planes como artista en solitario, Maurice y sus compañeros de grupo grabaron y más tarde publicaron el sencillo Tomorrow tomorrow.
En el álbum de 1970 Cucumber castle, durante la ausencia de Robin como solista, solo Barry y Maurice formaron parte de los Bee Gees. Cantaron el éxito «Don't forget to remember» (que alcanzó el número dos en la lista del Reino Unido mientras que el primer sencillo en solitario de Robin, «Saved by the bell», también alcanzó el número dos) y los sencillos siguientes, «IOIO» y «Tomorrow tomorrow» con Barry como vocalista líder y Maurice en la armonía vocal, pero la versión del dúo disfrutó de un éxito decreciente. En 1969, un supergrupo llamado The Fut se formó en una sesión del grupo Tin Tin y grabó la canción «Have you heard the word» mientras que Maurice era aún un Bee Gee, y la publicó más tarde como sencillo; la banda constaba de Maurice en la voz, bajo y guitarra, Steve Kipner y Steve Groves como voces, y Billy Lawrie aportando también los coros. En «Have you heard the word» Maurice aparece imitando con su voz a John Lennon, y los fanes de los Beatles pensaron que se trataba de la canción perdida de los Beatles que nunca fue publicada. En 1985, Yoko Ono intentó registrar la canción como una composición de Lennon.
El 1 de diciembre de 1969, Maurice y su hermano Barry anunciaron al mundo que los Bee Gees se habían separado.

#### 1970-1979
En abril de 1970, Maurice publicó su primer sencillo en solitario, «Railroad», con «I've come back» en su lado B. Su álbum de debut como solista, The loner, aún no ha sido publicado. En todas las canciones del álbum aparece trabajo guitarrístico por Leslie Harvey de Stone the Crows. En mayo de 1970, se publicó en el Reino Unido el álbum Sing a rude song, con Maurice en la voz principal en tres canciones del álbum. En 1970, Maurice se unió a Billy Lawrie para formar el supergrupo The Bloomfields, y ambos grabaron una versión corta de «The loner», que se publicó como sencillo en 1972 por Pye Records y estaba destinada a ser usada en la película Bloomfield.
Los Bee Gees se reunieron el 21 de agosto de 1970. Maurice más tarde empezó a interpretar unas pocas voces principales en canciones de los 70 como «Lay it on me», «Country woman», «On time» y «You know it's for you».
Hacia 1976, New Blood Records publicó Bee Gees Information, que acreditaba al propio Maurice y presentaba cuatro canciones de The loner, pero se trató únicamente de una edición limitada para el club de fanes, aunque el EP no tenía título excepto el del club («Bee Gees Information») con letras grandes.

#### 1980-2003
En 1981, Maurice grabó algunas pistas instrumentales para su inédito álbum instrumental Strings and things, que incluía «Image of Samantha», la cual parecía referirse a su hija Samantha.
En 1982, apareció en el festival de San Remo e interpretó en playback «Wildflower», una canción del álbum de los Bee Gees Living eyes en la que aportaba la voz principal. En 1983, regrabó «On time» al mismo tiempo que «Hold her in your hand». Hacia febrero de 1984, colaboró con el arreglista Jimmie Haskell para la banda sonora de A breed apart, grabada en los estudios Gold Star en Los Ángeles. Hacia marzo, grabó «Miami, a musical score»; esta canción fue más tarde usada para una película promocional en Miami. Su segundo y último sencillo en solitario, «Hold her in your hand», solo se editó en el Reino Unido, Australia y Sudáfrica. En septiembre de 1986, los Bee Gees empezaron a escribir y grabar canciones para su siguiente álbum E.S.P., en el que Maurice adoptó la voz principal en la canción «Overnight».
En julio de 1985, Maurice compuso y grabó el tema instrumental «The supernaturals»; este tema se usó luego en el doblaje de la película homónima; en dicha película Gibb también aparecía haciendo un cameo. En abril de 2001, los Bee Gees publicaron su vigesimosegundo y último álbum de estudio, This is where I came in, que incluía las composiciones de Maurice «Walking on air» y «Man in the middle».

## Talento musical
Tras su muerte, el pinchadiscos y escritor Paul Gambaccini declaró: «Maurice era el multi-instrumentista prodigio; quiero decir que se trata de un tipo que tocaba los teclados, la guitarra, el bajo y la percusión».

### Instrumentos
Maurice debutó en su carrera como instrumentista en 1964 en «Claustrophobia». Tocaba ocasionalmente la guitarra principal (incluyendo la guitarra acústica que le regaló John Lennon, la cual usó en «This is where I came in» , en 2001).
Contribuyó en la guitarra principal en las grabaciones de los Bee Gees desde 1966: en la composición suya «Country woman», la cual era el lado B del éxito de la banda «How can you mend a broken heart» (1971), así como en algunas canciones de 2 years on (1970), incluidas «Back home», «Lay it on me» y «Every second, every minute». Sobre su trabajo guitarrístico en «Back home», Bruce Eder de AllMusic declaró que la pista tenía «la guitarra más alta [en volumen] jamás escuchada en una grabación de los Bee Gees».
Desde 1967 hasta 1969, tocó el bajo eléctrico tanto en estudio como en directo. Durante las interpretaciones en vivo de la banda, un músico adicional tocaba en el sitio del bajo mientras que Maurice cambiaba al piano.
Tocó el mellotron en varias canciones de los Bee Gees, especialmente en «Every Christian lion hearted man will show you» (1967) y «Kilburn Towers» (1968); el piano en canciones como «First of May» (1968), «Lonely days» (1970) y «Words» (1977) es de Maurice. Tocó el sintetizador Moog en la canción «Sweet song of summer" (1972).
Durante el período desde 1975 a 1977 tocó principalmente el bajo, creando las líneas distintivas de bajo funk sincopado que proporcionaron la base del sonido disco impulsor de la banda.
Desde 1987 en adelante, Maurice fue el experto habitual de la banda en todas las fases técnicas de grabación y coordinó a músicos e ingenieros para crear gran parte del sonido de la banda. En esta época, tocó generalmente los teclados durante la mayoría de las canciones en las actuaciones de concierto, pero siguió tocando el bajo o la guitarra ocasionalmente.

### Trabajo vocal
Normalmente, Maurice cantaba en la voz principal en una o dos canciones por cada álbum; fue líder vocalista en canciones como «Lay it on me» (1970), «On time» (1972), «Closer than close» (1997), y su última canción «Man in the middle» (2001). Su primera composición es «All by myself», grabada en 1966 pero no publicada hasta 1970 en Inception/Nostalgia. En las actuaciones de los Bee Gees de «Nights on Broadway», Maurice cantaba en falsete, en lugar de Barry, quien originalmente cantó en falsete en la grabación de estudio. También resalta su carrera como cantante en su inédito LP The loner.
Su personalidad cómica brillaba en el escenario durante los conciertos de los Bee Gees cuando los hermanos interpretaban un popurrí acústico. Muchas veces, Maurice parodiaba a Robin mientras este cantaba o fingía estar aburrido durante la interpretación de «Holiday» (Maurice no cantó en el disco original), entre otras cosas.

### Composición
Como compositor, Maurice contribuía sobre todo en las melodías, mientras sus hermanos escribían las letras que cantarían en la canción finalizada (en su mayor parte). Es difícil identificar sus contribuciones porque las canciones estaban muy relacionadas con el cantante, pero la colaboración continuada de sus hermanos con él en proyectos en solitario muestra cuánto dependían de él. A veces era conocido como «the quiet one» («el callado») por sus menos obvias contribuciones a la banda, pero en privado era un gran narrador de historias, que disfrutaba inmensamente hablando con los fanes. Su reputación como apacible, honesto, sencillo y educado, que contrarrestaba el carácter más ambicioso de sus dos hermanos, continuó durante toda su vida.

### Colaboraciones de estudio
En 1966, Maurice se convirtió en un sesionista en Australia, trabajando para otros artistas entre los que se encuentran Bip Addison, Anne Shelton, April Bryon, Barrington Davis y el cantante Jon. Hacia 1969, trabajó con su vecino de al lado, el Beatle Ringo Starr, y el resultado fue la pista «Modulating Maurice», que no fue publicada. Maurice tocó el piano en la pista «Saved by the bell» así como el bajo en «Mother and Jack», ambas canciones interpretadas por Robin Gibb para su primer álbum en solitario.
Hacia 1970, Maurice tocó el piano en «Isn't it a pity» de George Harrison, como parte de su primer triple álbum en solitario All things must pass. En el estudio de grabación se reunieron, además de Gibb, Phil Collins, Phil Inspector, Ringo Starr, y Billy Preston. En 1971, produjo la canción de Lulu «Everybody clap», en la que aparecen Gibb en la guitarra, Lesley Harvey en la guitarra, el antiguo miembro de Manfred Mann y Cream Jack Bruce en el bajo, y John Bonham de Led Zeppelin en la batería. Bonham y su esposa, Pat Philips, se hicieron amigos de Gibb y Lulu. También ese año, tocó el bajo en la canción de Billy Lawrie «Freedom» (1973). El futuro integrante de Wings y anterior guitarrista de Thunderclap Newman, Jimmy McCulloch, tocó la guitarra en esa canción, y este último sugiere que se grabó sobre la misma época que  «Everybody clap» de Lulu, con la colaboración de Maggie Bell de Stone the Crows en los coros. El 17 de enero de 1972, Gibb produjo, junto a Billy Lawrie, «Baby come on home», publicada como sencillo también ese año por Norman Hitchcock. En la segunda mitad de 1972 participó en la producción de Peter Ransom, de Peter Ransom. En 1972, Gibb produjo el álbum de Jimmy Stevens Don't freak me out (llamado Paid my dues en Estados Unidos), y, en junio de 1973, Drift away (Mike Berry), que contiene la canción «On time» versionada, y They've taken away my number (Bob Saker). Durante 1973, Gibb fue productor y bajista en números de Jimmy Stevens no editados con los músicos Alan Kendall, Jimmy McCulloch, Pete Willsher, Zoot Money y el cantante Paul Jones. En agosto de 1973, Maurice participó en la primera sesión de grabación de Andy Gibb interpretando dos nuevas canciones.
En 1978, Gibb produjo junto a Steve Klein el álbum de los Osmonds Steppin' out, que contiene una versión de «Rest your love on me». También en 1978, Maurice compuso «The love that was lost» con Blue Weaver en el teclado y arreglos de Mike Lewis, quien también hizo arreglos para la banda disco KC and the Sunshine Band. En 1980, Maurice coescribió con Tim Rice «Last affair of the heart», canción que fue grabada por Elaine Page en los estudios AIR en Londres junto con «Secrets» y «Carried away». En 1982, Gibb tomó parte en la grabación de la demo original de Barry de la canción «Eyes that see in the dark», una canción destinada para el álbum homónimo de Kenny Rogers». En agosto de 1982, Maurice compuso y grabó «Spirit of the snow» y probablemente pretendía incluirla en el telefilme Cuentos de Navidad (1984), ya que su intención era crear la banda sonora del mismo. Gibb trabajó con Robin en sus tres álbumes How old are you? (1983), Secret agent (1984) y Walls have eyes (1985). Maurice coescribió «Shine, shine» con su hermano Barry y el teclista George Bitzer; la canción se convirtió más tarde en un Top 40 para Barry en los Estados Unidos. En 1985, Gibb cantó en los coros en dos canciones de Larry Gatlin, «Indian Summer», disponible en el álbum de Gatlin Smile, con Gatlin y Roy Orbison como líderes vocales, y otra pista llamada «Didn't we call it (Falling in love)», que no fue publicada. En 1986, Maurice produjo el álbum de Carola Runaway. También en 1986, Gibb participó en las canciones «Up the revolution», «Fight (no matter how long)», «Bunbury afternoon» y «Seasons».
El último gran proyecto de Maurice fue la producción de un álbum de canciones escritas y cantadas por su hija Samantha, que finalmente apareció en 2005 bajo el nombre de M.E.G. —las iniciales de Maurice.
Una de las últimas grabaciones de Maurice fue la demo de «I cannot give you my love», en la que él tocaba los teclados y su hermano Barry cantaba como líder vocal; la canción estaba planeada para Cliff Richard.

## Vida personal

### Primeras relaciones
Maurice conoció a la cantante pop escocesa Lulu por medio de Colin Petersen. Lulu recuerda, «pensé que Maurice era muy mono/guapo, así que dije, “en ese caso, dile que deje de hablar de mí y que salga conmigo”; él hizo exactamente eso, nunca esperé que saliera mucho de esto, pero de hecho nuestra relación creció, en cierto modo. “Relación estable” es claramente el modo equivocado de describir lo que estaba ocurriendo entre nosotros; “relación inestable” podría resumir mejor el modo en que nos acercábamos y nos alejábamos el uno del otro». De acuerdo con Lulu, ella, Maurice y Robert Stigwood vieron a Pink Floyd en el Saville Theatre en Londres. Más adelante, después de que su relación con Lulu se hubiese hecho de dominio público, Maurice dijo: «Lulu y yo nos conocimos en el programa de televisión Top of the pops hace tres meses, y luego nos vimos en el Saville Theatre de Londres el mes pasado». Más tarde, en 1968, Lulu fue vista en la ciudad con Davy Jones de los Monkees; Jones también era amigo de Maurice. Como Gibb recordó, «Davy Jones era un buen amigo mío, terminé con Lulu por teléfono y Davy me llamó y me dijo “Voy a invitar a Lu a cenar con unos amigos, ¿te parece bien?” Le dije: “Sí, ya no saldré más con ella, diviértete”, y tiré el teléfono. Luego tomaron muchas fotos de ellos y lo hicieron parecer un romance de seis meses, pero ella solo había salido con él esa noche, ella ni siquiera quería salir. Me llamó al día siguiente y estaba llorando, diciéndome que lo sentía». Más tarde, Maurice lamentó no aceptar su disculpa. «Acabamos de crecer, eso es todo», admitió Maurice. "Estábamos destrozados y cuando comenzamos a salir de nuevo, llegó a ser de tal forma que no quería estar con nadie. Solía telefonearla desde Los Ángeles unas dos veces al día. Luego me llamaba. Solía hacer llamadas de aproximadamente 90 minutos».
En el mismo año, Gibb fue visto por la ciudad con la cantante húngara Sarolta Zalatnay, pero luego él insistió: «No soy un Casanova y es muy desafortunado. Nunca se ha publicado que esté disponible. Debido a las historias sobre mis romances con Lulu y Sarolta, los fanes piensan: «Oh, no nos preocuparemos por Maurice porque siempre tiene una chica estable».
Gibb recordó la primera reunión con los padres de Lulu, sus futuros suegros: «Fui a Glasgow para conocer a los padres de Lu, y me dijeron que Billy, que es más joven que Lu, estaría en la estación para recibirme. Me bajé del tren y estaba caminando por el andén cuando lo vi. No necesitaba hablar, sabía que era Billy y me acerqué a él y le dije: “¿Eres Billy, no?”, él dijo: “Debes ser Maurice” y nos habíamos conocido». Maurice y Lulu se casaron el 18 de febrero de 1969. Sus carreras y su consumo excesivo de alcohol los obligaron a separarse y se divorciaron, sin hijos, en 1975. Gibb más tarde dijo que ambos bebían: «no teníamos ninguna responsabilidad, simplemente íbamos de fiesta».

### Familia
Se casó con su segunda esposa, Yvonne Spenceley Gibb, el 17 de octubre de 1975. Tuvieron dos hijos, Adam (nacido el 23 de febrero de 1976) y Samantha (nacida el 2 de julio de 1980), y su matrimonio duró hasta su muerte. El punto más bajo con el alcohol de Maurice se produjo en 1991, cuando apuntó con una pistola a su esposa e hijos después de un mes de borrachera. Lo dejaron e inmediatamente fueron a la casa del hermano Barry, negándose a volver hasta que él hubiera hecho algo con relación a la bebida. Maurice entró en rehabilitación y llamó a Yvonne para decirle que se iba a quedar porque realmente quería dejar de beber. Ella dijo que esa era la llamada que había estado esperando.

### Abuso del alcohol y recuperación
Gibb dijo que había «luchado contra el alcohol» desde la década de 1970. John Lennon lo introdujo a su bebida favorita, whisky con Coca Cola: «Si me hubiese dado cianuro, me habría tomado el cianuro; así de impresionado estaba por ese hombre». Con su vecino Ringo Starr salía a beber. Llegó al punto en que se volvió inestable, y, antes de subir al escenario, tenía que palpar la pared a lo largo del camino para conseguir llegar, según Barry. Un factor en la recuperación de Maurice fue la intervención activa de sus hermanos, que habían perdido recientemente a su hermano menor Andy. En una entrevista, Maurice reconoció que sus últimos años de abuso del alcohol habían sido impulsados por su falta de contacto con Andy antes de su muerte, y su posterior sentimiento de culpabilidad. Después de la rehabilitación, Maurice comenzó a redescubrir a su familia, pasando un tiempo valioso con ellos. Para celebrarlo, él e Yvonne renovaron sus votos matrimoniales en 1992. A la ceremonia asistieron no solo muchos miembros de sus familias, sino también muchos de los amigos que Gibb había hecho en el centro de rehabilitación. Maurice permanecería sobrio hasta su muerte.

### Jugador depaintball
Maurice Gibb, de 53 años, también era miembro de los «Royal Rat Rangers», un equipo de paintball de competición de 10 hombres del sur de Florida. El equipo competía en eventos de la NPPL (National Professional Paintball League) y la PSP (Paintball Sports Promotion) e hizo una aparición en la Copa del Mundo de 2002. Gibb también abrió una tienda de equipamiento para paintball llamada Commander Mo's Paintball Shop en North Miami Beach, Florida.
También pertenecía al «grupo Little River AA», donde los miembros se referían los unos a los otros como «river rats». Maurice promovió el deporte siempre que pudo.

## Fallecimiento
Maurice murió repentinamente a la edad de 53 años en el Centro Médico Mount Sinai en Miami Beach, Florida, el 12 de enero de 2003, debido a complicaciones de una torsión intestinal. También había sufrido un paro cardiorrespiratorio. Su esposa, hijos y hermanos estaban con él cuando murió.
Asistieron a un funeral privado unos 200 familiares y amigos, incluidos Michael Jackson, Harry Wayne Casey y su exesposa Lulu. Tras el funeral, su cuerpo fue incinerado. La periodista y amiga de la familia, Jennifer Valoppi, dijo: «Fue emotivo, había humor. Todos hablaban de cómo se trataba de un hombre que realmente celebraba la vida y, por lo tanto, era una celebración de la vida». Nat Kipner, quien dirigió la carrera de los Bee Gees en Australia en 1966, también asistió al funeral.
Barry y Robin Gibb declararon a la BBC tras la muerte de Maurice: «El hecho de que tuvieran que operar a Maurice durante el shock de una parada cardíaca es cuestionable». Barry dijo: «Ninguno de los sucesos de la secuencia ha tenido hasta ahora sentido para nosotros». Robin Gibb habló con la revista Mojo sobre la muerte de Maurice en 2003: «Éramos niños juntos, y adolescentes. Pasamos toda nuestra vida unos con otros por nuestra música. No puedo aceptar que esté muerto. Me imagino que está vivo en otro lugar».
Barry y Robin dejaron de actuar como banda por un tiempo, pero luego decidieron actuar ocasionalmente bajo el nombre de Bee Gees antes de que el hermano mellizo Robin muriera de insuficiencia hepática y renal el 20 de mayo de 2012 después de una larga batalla contra el cáncer colorrectal.

## Influencias
Las influencias de Gibb fueron los Beatles, los Everly Brothers, Cliff Richard, Paul Anka y los Mills Brothers. Según el propio Maurice, cuando era un niño escuchaba los primeros discos de los Beatles. También fue influenciado por el bajo de Paul McCartney. Hablando de la canción «Have you heard the word», en la que él tocaba el bajo, decía, «Nos estábamos preparando para hacer algunas pistas y no estábamos haciendo nada y yo estaba perdiendo el tiempo con el bajo. Era un gran fanático de Paul. Fue un gran maestro para mí».
Gibb continuaba, «Podía tocar cada lick de bajo que él [Paul McCartney] tocaba», especialmente en «Michelle», sobre la que él dice, «la línea de bajo, un material realmente de buen gusto y muy por delante, muy por delante de su tiempo».

## Legado
Jagged Edge y Paul McCartney grabaron «Too much heaven» en 2004. Wyclef Jean grabó «Jive talkin'» en 2005 y Sheryl Crow grabó «To love somebody» en 2005 como tributo a él. Un homenaje a Maurice, titulado Souls stick around: A tale of the Black Hills and Maurice Gibb, se publicó en forma de libro electrónico en Amazon en marzo de 2012 por la fan de los Bee Gees y escritora Dawnette Owens.
Un estudio de grabación en Chorlton High School, una de las escuelas a las que asistieron los hermanos, conmemora a Gibb. Honrándole, su hermano Barry señalaba: «Mo era un verdadero fanático del bajo de McCartney, como muchos de nosotros. Captaba todas las cosas que McCartney captaba. Maurice era muy bueno con diferentes instrumentos, ya sabes. Buen guitarrista principal, buen bajista, buen tecladista. Era versátil. Le encantaba tocar el bajo más que cualquier otra cosa, creo, en ese momento».
El bajista Barry Pethers de la banda Trafficker dice que Gibb lo inspiró a tocar en un momento en que estaba a punto de tirarlo todo: «Si Maurice no hubiera sido tan generoso, mi vida sería diferente ahora. Le debo todo. Su calidez y amor permanecerán conmigo para siempre».

## Discografía
Álbumes no publicados
| Detalles del álbum                | Año de grabación |
| The loner                         | 1969-1970        |
| Strings and things (instrumental) | 1981             |
| A breed apart (banda sonora)      | 1983-1984        |

Sencillos
| Año                                                      | Sencillo                    | Posiciones más altas en la lista | Posiciones más altas en la lista | Posiciones más altas en la lista | Posiciones más altas en la lista | Álbum         |
| Año                                                      | Sencillo                    | Reino Unido                      | Estados Unidos                   | Malasia                          | Singapur                         | Álbum         |
| -------------------------------------------------------- | --------------------------- | -------------------------------- | -------------------------------- | -------------------------------- | -------------------------------- | ------------- |
| 1970                                                     | «Railroad»                  | —                                | —                                | 6                                | 9                                |               |
| 1984                                                     | «Hold her in your hand»     | —                                | —                                | —                                | —                                | A breed apart |
| 2001                                                     | «The bridge» (no publicada) | —                                | —                                | —                                | —                                |               |
| "—" indica que las publicaciones no entraron en la lista |                             |                                  |                                  |                                  |                                  |               |

## Producción
| Detalles del álbum              | Año  | Artista       |
| Sing a rude song (banda sonora) | 1970 |               |
| Tin Tin                         | 1970 | Tin Tin       |
| Astral taxi                     | 1971 | Tin Tin       |
| Peter Ransome                   | 1972 | Peter Ransome |
| Don't freak me out              | 1972 | Jimmy Stevens |
| Drift away                      | 1973 | Mike Berry    |
| They've taken away my number    | 1973 | Bob Saker     |
| Steppin' out                    | 1979 | Osmonds       |
| Runaway                         | 1986 | Carola        |
| M.E.G.                          | 2005 | Samantha Gibb |

## Filmografía
| Título                                | Año  | Papel                            | Notas                        |
| ------------------------------------- | ---- | -------------------------------- | ---------------------------- |
| Cucumber Castle                       | 1970 | Príncipe Marmaduke, rey de Jelly | Telefilme                    |
| Sing a rude song                      | 1970 | Bernard Dillon                   | Cortometraje                 |
| Sgt. Pepper's Lonely Hearts Club Band | 1978 | Bob Henderson                    | Largometraje                 |
| The supernaturals                     | 1986 | Soldado de la Unión              | Largometraje (no acreditado) |

## Premios
En 1994, Maurice Gibb entró en el Songwriters Hall of Fame, y en 1997 en el Rock and Roll Hall of Fame. Su catálogo se publica bajo BMG Music Publishing.
En 2002, Maurice fue nombrado Comandante del Imperio Británico (CBE), junto con sus hermanos, pero el premio no le fue entregado hasta 2004, después de su muerte; su hijo Adam acompañó a Barry y Robin al Palacio de Buckingham para la ceremonia.